# チカラシバ
チカラシバ（力芝、学名：Pennisetum alopecuroides）は、単子葉植物イネ科の多年草。道端によく見かける雑草のひとつで、ブラシのような穂が特徴的である。

## 特徴
地下茎はごく短く、大きな株を作る、根元から多数の葉を出す。葉は細長く、根元から立ち上がる。葉はやや丸まる。
花茎は夏以降に出て、真っすぐに立つ。花軸は枝分かれせず、先端近くの軸に多数の針状の毛に包まれた小穂がつく。小穂は最初は軸から斜め上に向けて出るが、果実が熟するにつれて軸から大きい角度をもつようになり、つまり開出して、全体としてビン洗いのブラシや、試験管洗いのような姿になる。果実が熟してしまうと、果実は小穂の柄の部分から外れるので、あとには軸だけが残る。
小穂は短い軸の先に一つだけつく。小穂の基部の軸から針状の毛が多数伸びる。小穂は披針形で長さ7mmほど、二つの小花を含むが、一つ目は果実をつけず、雄花となることも多い。第一護頴はほとんど退化、第二護頴は小穂の長さの半分。
果実は先端の毛と共に外れ、これが引っ掛かりとなって大型動物の毛皮に引っ掛かるようになっている。いわゆるひっつき虫で、毛糸などの目の粗い衣服によく引っ掛かる。果実の先端から潜り込むようにして引っ掛かることが多い。

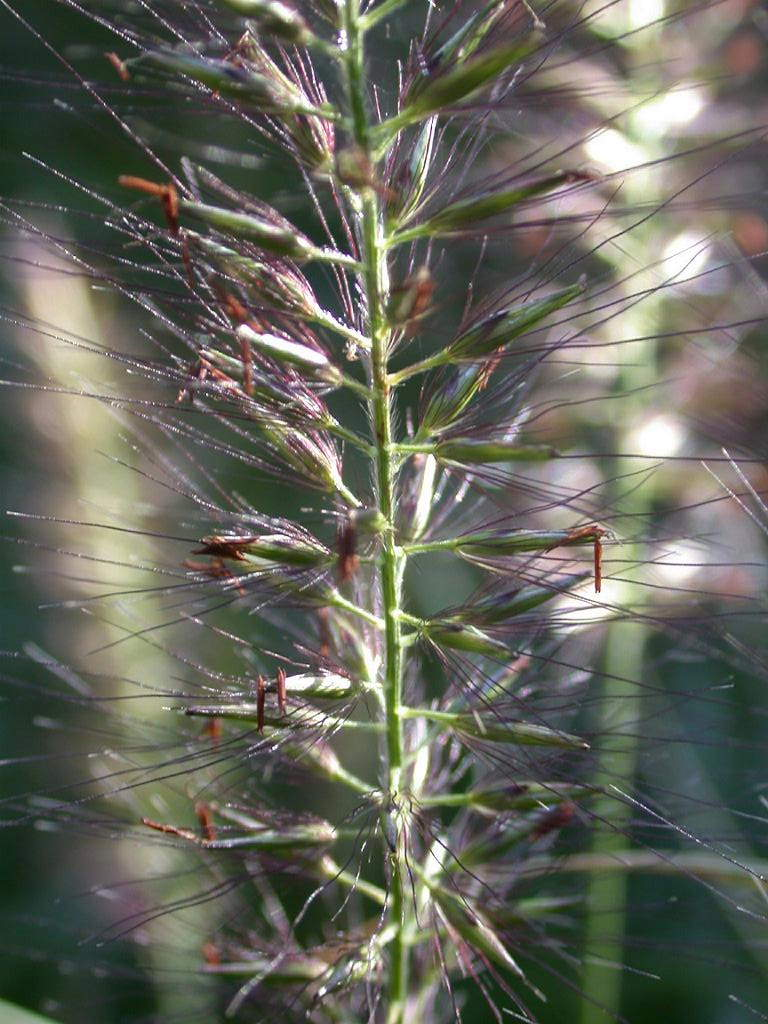
チカラシバ・花序の一部

## 分布等
日本、朝鮮半島、中国からフィリピン、マレー半島からインドまで分布する。日本国内では北海道南西部以南のほとんど全土で見られる。また、オーストラリア、北アメリカに帰化している。
普通は穂や小穂の毛に紫色の着色があり、全体に紫を帯びるが、これには変異がある。特に赤っぽいものをベニチカラシバ (forma erythrochaetum Ohwi)、着色せず穂が緑のものをアオチカラシバ (forma viridescens (Miq.) Ohwi) として区別する場合もある。

## 人間との関係
道端にはえる雑草で、大きな株になる。非常にしっかりした草で、引き抜くにも刈り取るにもやっかいである。和名の「力芝」もひきちぎるのに力がいることに由来する。
役に立つ面は少ないが、子供のおもちゃになることがある。穂をちぎって手のひらの中に握り込んで、ゆるゆると握ったり開いたりすると、小穂の毛が斜め上に向いているから、次第に穂の下側の方へと進んで行くのが、毛虫のようでおもしろいと言う。また、これを穂の下側の方から、長ズボンの裾から送り込んでやると、引っ張り出すのが難しく、体が動くにつれて中へともぐりこんで行く。それを見て笑うのであるが、うっかりするとパンツの中までももぐりこむので、結構痛い思いをする。阿蘇地方では秋の草原によく見られ、群生している場所を避けずに歩くと厄介な想いをするため、通称バカ草として知られている。
欧米では園芸品種が作出されており、観賞用に屋外で栽培される。

## 似た姿のもの
穂から多数の毛が伸びてブラシ状になるものとしては、他にエノコログサ類があるが、たいていは穂の先がたれる。また、他にも穂に多数の毛や芒を出すものはあるが、このようなブラシ状のものはあまりない。

## 近縁種
この属には世界の熱帯・亜熱帯を中心に約130種ほどがある。日本では本種以外には次の種が自生している。
シマチカラシバ (P. sordidum Koidz.)
チカラシバによく似ているが、葉が細く、穂が黄みを帯びる。また、道端などに出現することはなく、海岸近くの岩地に生じる。九州南部から南西諸島、小笠原諸島に分布する。
このほか、帰化植物がいくつか知られる。
エダウチチカラシバ (P. orientale L. C. Rich.)
高さが1mを越えることもある大型の草で、チカラシバに似るが、小穂が2-4個ほどまとまってつくこと、小穂の根元から出る毛に枝を生じることなどで区別できる。インドからアフリカにかけて産し、日本では関東地方でまれに発見される。
ナピアグラス (P. purpureum Schmach.)
表記揺れで、ネピアグラスと書かれることもある。エダウチチカラシバよりもさらに大きく、高さ2m近くにもなる。基部は横に這い、そこから真っすぐ立ち上がる姿はむしろアシなどのようにも見えるが、穂の形はチカラシバそっくりである。穂は黄色っぽくて、長さが15cmほどにもなる。家畜飼料として持ち込まれ、野生化したもの。熱帯アフリカ原産で、現在では世界の熱帯、亜熱帯域に広く帰化している。日本では九州以南で見られる。除染やバイオマスエタノールへの利用も試みられている。
栽培植物としてはトウジンビエがアフリカなどで穀物として古くから栽培されており、多くの品種が知られている。